# Prosaptia palauensis
Prosaptia palauensis är en stensöteväxtart som beskrevs av Hosok. Prosaptia palauensis ingår i släktet Prosaptia och familjen Polypodiaceae. Inga underarter finns listade.